# Ga Juan
Ga Juan (Tiếng Hàn: 주안역, Hanja: 朱安驛) là ga trung chuyển cho Tàu điện ngầm vùng thủ đô Seoul tuyến 1 trên Tuyến Gyeongin và Tàu điện ngầm Incheon tuyến 2  ở Juan-dong, Michuhol-gu, Incheon. Nhà ga trên Tuyến 1 được khai trương vào năm 1910 để vận chuyển muối từ Trang trại muối Juan.

## Lịch sử
- 21 tháng 10 năm 1910: Mở nhà ga đường sắt[4]
- 15 tháng 8 năm 1974: Trở thành ga tàu điện ngầm với việc khai trương Tàu điện ngầm vùng thủ đô Seoul tuyến 1.
- 22 tháng 4 năm 1994: Tuyến Juan đóng cửa
- 15 tháng 3 năm 2002 : Dịch vụ tàu tốc hành bắt đầu bằng việc khai trương đường đôi giữa Ga Bupyeong ~ Ga Juan trên Tuyến Gyeongin.
- 1 tháng 9 năm 2004 : Ngừng vận chuyển hàng hóa [5]
- 1 tháng 12 năm 2009: Loại bỏ nhà ga bán vé đường sắt
- 30 tháng 7 năm 2016: Trở thành ga trung chuyển với việc khai trương Tàu điện ngầm Incheon tuyến 2[6]
- 7 tháng 7 năm 2017: Bắt đầu dịch vụ Tốc hành đặc biệt trên đoạn Tuyến Gyeongin của Tàu điện ngầm vùng thủ đô Seoul tuyến 1
- Năm 2024: Tên ga dự kiến đổi thành Ga Juannambu[7]

## Bố trí ga

### Tàu điện ngầm vùng thủ đô Seoul tuyến 1 (1F)
| ↑ Ganseok | ↑ Dongam  | Ganseok ↓ |
| １        | \| ３     |           |
| ↑ Dohwa   | Jemulpo ↓ | Dohwa ↓   |

| １ | ● Tuyến 1 | Địa phương                 | ← Hướng đi Uijeongbu · Dongducheon · Yeoncheon |
| ２ | ● Tuyến 1 | Tốc hành·Tốc hành đặc biệt | ← Hướng đi Bupyeong · Guro · Yongsan           |
| ３ | ● Tuyến 1 | Tốc hành·Tốc hành đặc biệt | → Hướng đi Jemulpo · Dongincheon →             |
| ４ | ● Tuyến 1 | Địa phương                 | → Hướng đi Jemulpo · Dongincheon · Incheon →   |

| Tuyến và hướng            | Tuyến và hướng    | Cửa | Ghi chú                                     |
| ------------------------- | ----------------- | --- | ------------------------------------------- |
| Tuyến 1 (Hướng Incheon)   | → Nhà ga mặt đất  | 8-2 |                                             |
| Tuyến 1 (Hướng Incheon)   | → Nhà ga ngầm     | 5-1 | Kết nối với trung tâm mua sắm dưới lòng đất |
| Tuyến 1 (Hướng Incheon)   | → Incheon tuyến 2 | 1-4 |                                             |
| Tuyến 1 (Hướng Yeoncheon) | → Nhà ga mặt đất  | 3-3 |                                             |
| Tuyến 1 (Hướng Yeoncheon) | → Nhà ga ngầm     | 6-4 | Kết nối với trung tâm mua sắm dưới lòng đất |
| Tuyến 1 (Hướng Yeoncheon) | → Incheon tuyến 2 | 9-4 |                                             |

### Tàu điện ngầm Incheon tuyến 2 (B3F)
| Khu liên hợp công nghiệp quốc gia Juan ↑ |
| \| N/B                                   |
| ↓ Công viên công dân                     |

| Hướng Bắc | ● Incheon tuyến 2 | ← Hướng đi Incheon Gajwa · Seongnam · Văn phòng Seo-gu · Geomam · Geomdan Oryu                  |
| Hướng Nam | ● Incheon tuyến 2 | → Hướng đi Công viên công dân · Mansu · Văn phòng Namdong-gu · Công viên lớn Incheon · Unyeon → |

## Xung quanh nhà ga
Nhà ga chính và lối ra phía nam
- Juan 1-dong
- Trường tiểu học Incheon Seokam
- Cơ quan quản lý an toàn thực phẩm và dược phẩm Georgian
- Tòa án gia đình Incheon
- Văn phòng đăng ký tòa án quận Incheon
- Đồn công an Juan 1-dong
- Công viên Juan
- Bệnh viện Incheon Sarang
- Nút giao thông Dohwa của Đường cao tốc Gyeongin
- Đường hầm Seokam
- Đài phát thanh Namincheon

Lối ra phía Bắc của ga tàu điện ngầm
- Juan 5-dong
- Trường tiểu học Incheon Juanbuk
- Học viện Bách khoa Hàn Quốc II Cơ sở Namincheon
- Ganseok 4-dong
- Trung tâm phúc lợi hành chính Juan 5-dong
- CGV Juan
- Gajwa-dong
- Ngân hàng Kookmin Chi nhánh Juanbuk

## Hình ảnh

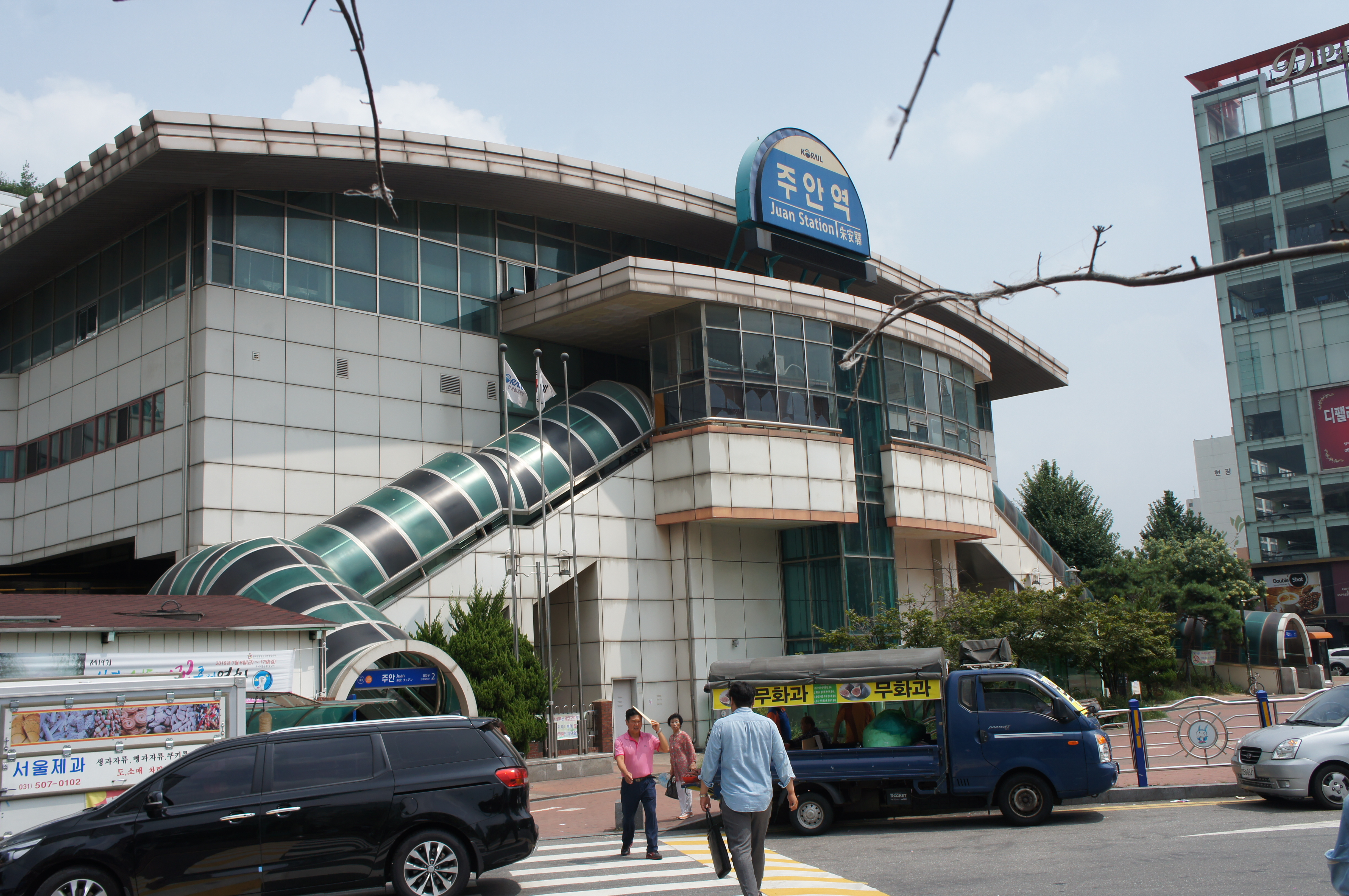
Nhà ga
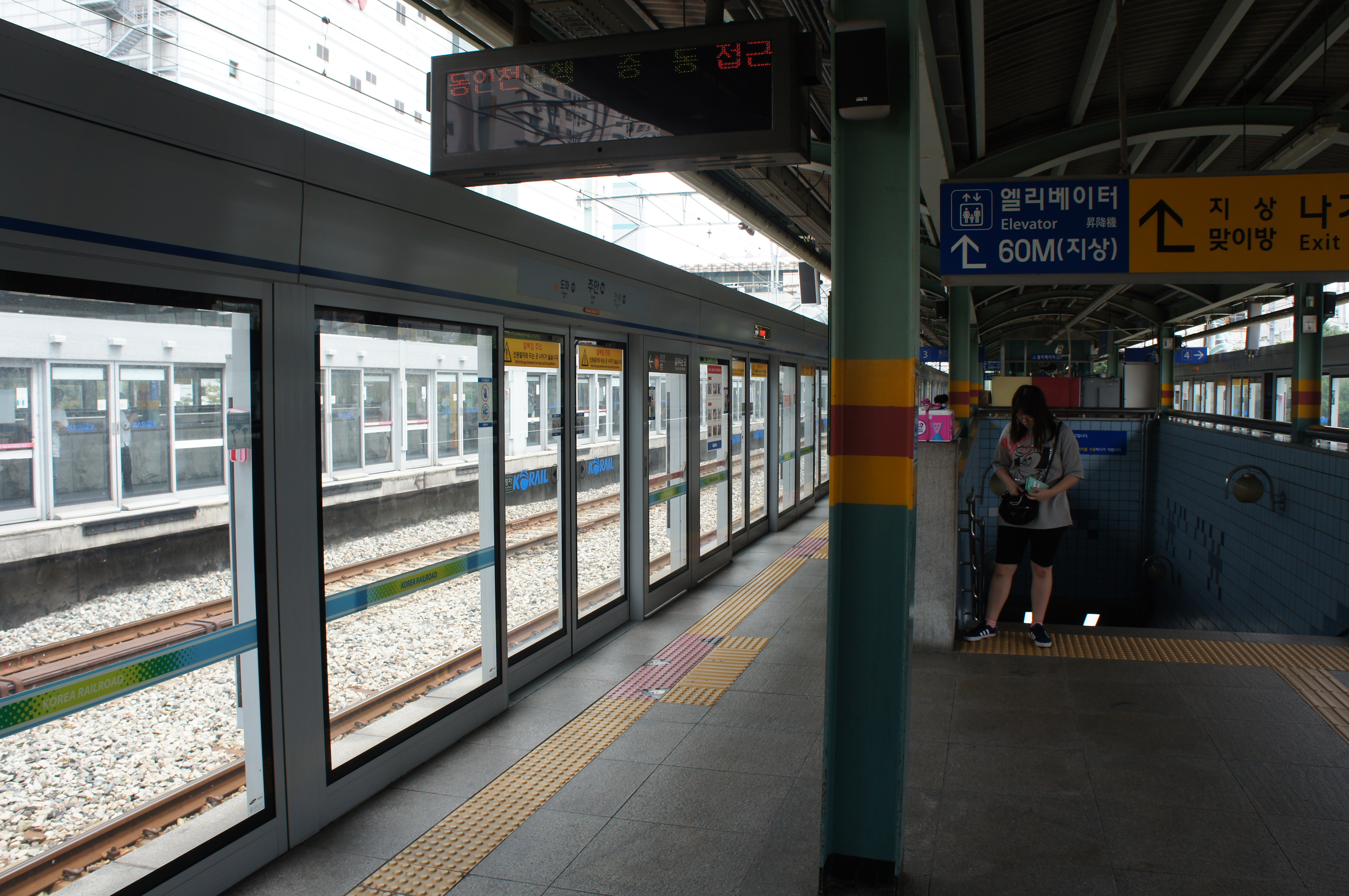
Sân ga Tuyến 1
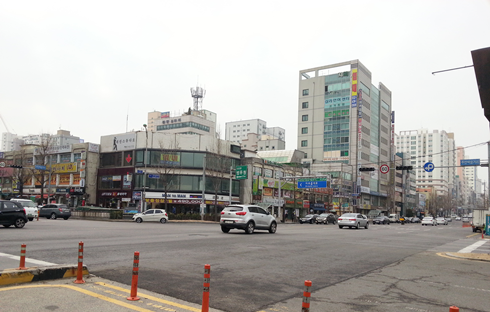
Ngã tư ga Juan
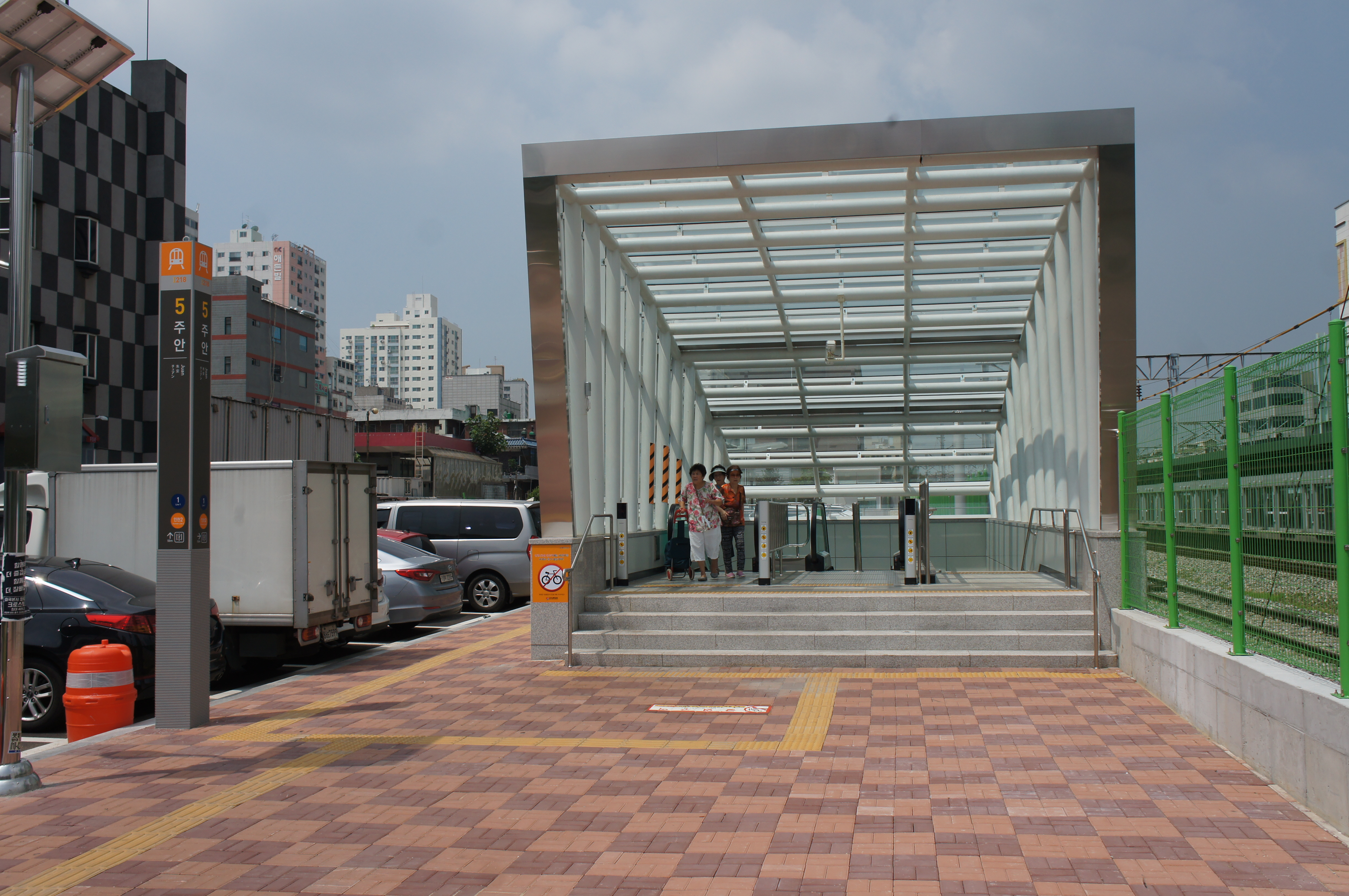
Lối vào 5
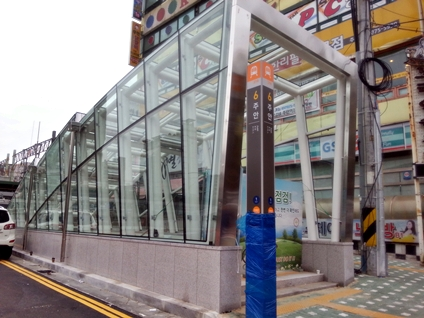
Lối vào 6
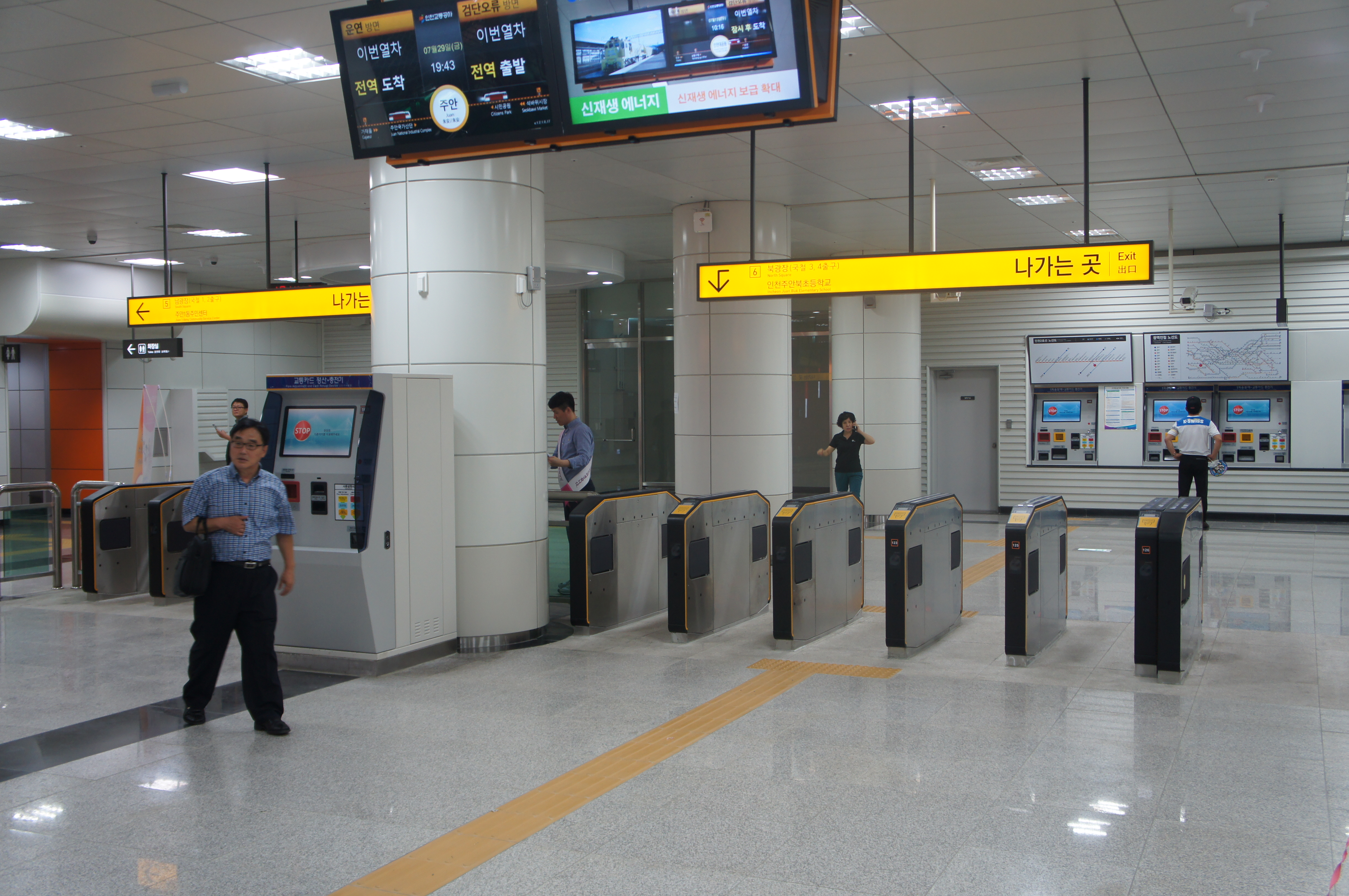
Sảnh chờ Incheon tuyến 2